# Лусид, Шэннон
Ше́ннон Мати́льда Уэллс Лу́сид (англ. Shannon Matilda Wells Lucid; род. 14 января 1943, Шанхай, Китай) — американская женщина-астронавт и биохимик. Совершила 5 космических полётов, включая рекордный для женщин полёт на станции «Мир» продолжительностью 188 суток (март — сентябрь 1996). За этот полёт награждена высшей наградой для астронавтов — Космической медалью почёта Конгресса (единственная женщина, награждённая прижизненно). Ей также принадлежат последовательные три мировых рекорда: первая женщина, совершившая 3-й, 4-й и затем 5-й полёт. Последний рекорд действителен поныне, ещё пять астронавток его повторили, но ни одна пока не превзошла.

## Биография
Лусид родилась в г. Шанхай, Китай, в семье американских миссионеров-баптистов. Её родители (Оскар и Миртл Уэллс) родом из г. Бетани, Оклахома. В младенчестве была интернирована с ними в японском лагере. Лусид училась в Университете Оклахомы, где получила степень по биохимии (Ph.D., biochemistry) в 1973 году.
Замужем за Майклом Ф. Лусидом (Индианаполис), у них две дочери и сын, а также 5 внучек.

## Карьера в НАСА

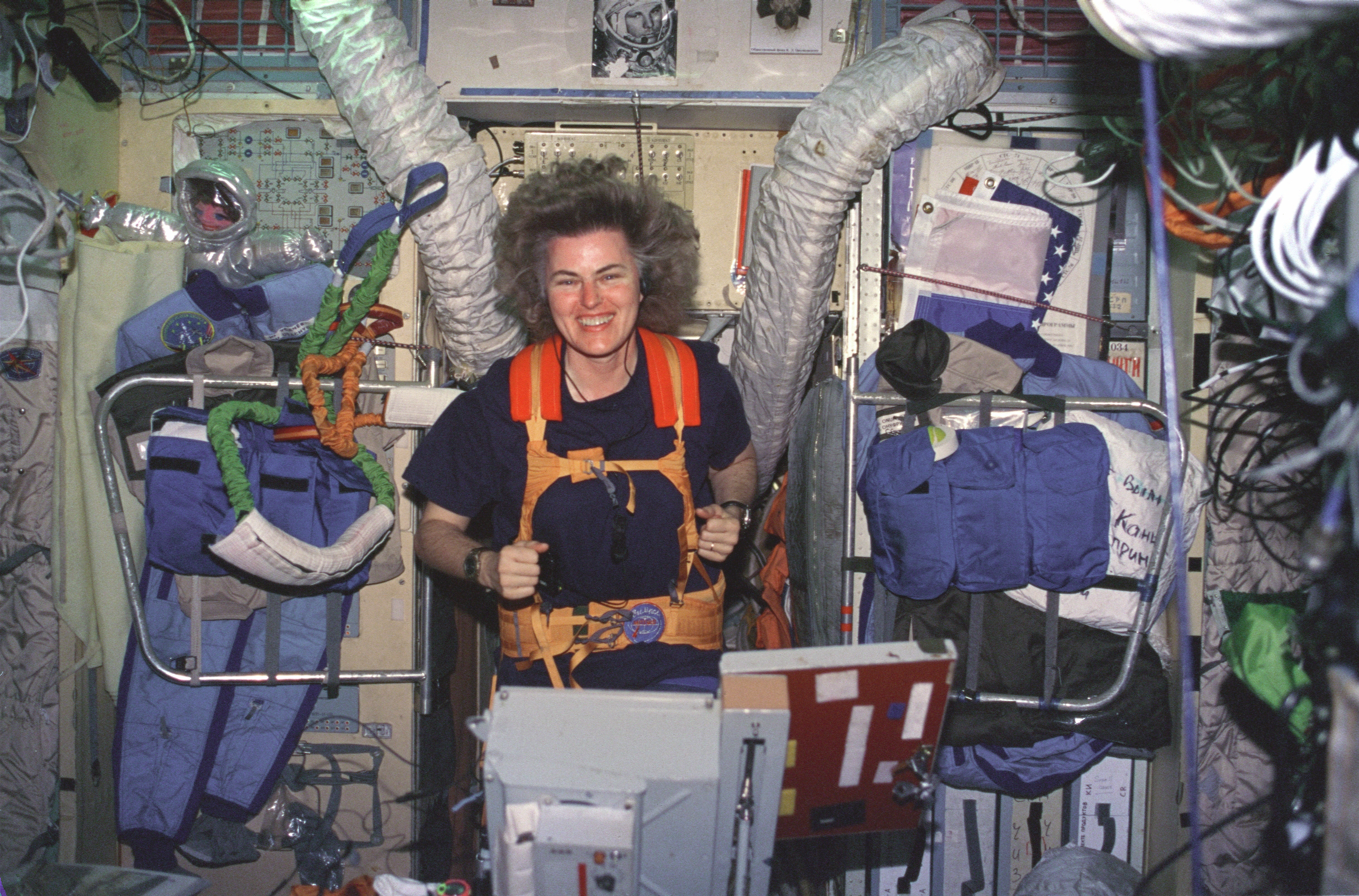
На борту станции «Мир»

В 1978 году отобрана в отряд астронавтов НАСА. Она была единственной из 6 кандидатов-женщин, кто на тот момент был матерью.
В 2002—2003 гг. служила руководителем научного подразделения НАСА. Позже была специалистом по CAPCOM (capsule communicator, ответственный на Земле астронавт, который по прямой связи даёт срочные консультации орбитальной команде в необходимых случаях) в миссиях STS-114 в 2005, STS-116 в 2006, STS-118 и STS-120 в 2007, STS-122, STS-124 и STS-126 в 2008, STS-125 и STS-127 в 2009 годах.
Покинула НАСА в 2012 году.

## Космические полёты
- в 1985 году совершила свой первый космический полёт на шаттле «Дискавери» по программе STS-51G. Затем летала в качестве специалиста миссии на STS-34 в 1989 году, STS-43 в 1991 году и STS-58 в 1993 году.
- В 1996 году совершила рекордный по продолжительности для женщин полёт на станцию «Мир» (188 суток, в том числе 179 дней на борту российской станции). Полёт на неё осуществлялся на челноке «Атлантис» во время рейсов STS-76 и STS-79. За это время провела многочисленные медицинские и физические эксперименты. Её рекорд был побит только 16 июня 2007 года во время полёта астронавта Суниты Уильямс на МКС[3][4][5].
- Время в полёте по каждой миссии:

| Миссия     | Дата                        | Время полёта | Выход в космос |
| ---------- | --------------------------- | ------------ | -------------- |
| STS-51G    | 17 — 24 июня 1985           | 169:38:52    | 0:00:00        |
| STS-34     | 18 — 23 октября 1989        | 119:39:21    | 0:00:00        |
| STS-43     | 2 — 11 августа 1991         | 213:21:25    | 0:00:00        |
| STS-58     | 18 октября — 1 ноября 1993  | 336:12:32    | 0:00:00        |
| Мир NASA-1 | 22 марта — 26 сентября 1996 | 4516:00:14   | 0:00:00        |
| Всего      | Всего                       | 5354:52:24   | 0:00:00        |

| эмблемы миссий: |

## Награды
- Космическая медаль почёта Конгресса (англ. Congressional Space Medal of Honor) в декабре 1996 года, став 10-м человеком и 1-й женщиной, удостоенной этой награды.
- Введена в Зал Славы женщин Оклахомы (англ. Oklahoma Women's Hall of Fame) в 1993 году[6].
- Орден Дружбы (26 декабря 1996 года, Россия) — за большой вклад в развитие российско-американского сотрудничества в области космических исследований[7]
- Медаль «За заслуги в освоении космоса» (12 апреля 2011 года, Россия) — за большой вклад в развитие международного сотрудничества в области пилотируемой космонавтики[8]

## Факты
В 2005 году снялась камео в фильме «Далёкая синяя высь».